# 耳葉水莧菜
耳葉水莧菜（学名：Ammannia auriculata）为千屈菜科水莧菜屬下的一个种。

## 扩展阅读
- 維基物種上的相關：耳葉水莧菜